# 서울수유초등학교
서울수유초등학교는 대한민국 서울특별시 강북구 수유동에 있는 공립 초등학교이다.

## 학교 연혁
- 1967년 3월 9일 서울수유국민학교 개교(22학급 1637명)
- 1996년 3월 1일 현재 교명으로 개칭
- 2001년 9월 1일 수송초등학교(8학급) 분리 이관, 279명 전출
- 2006년 3월 1일 병설유치원 개원(2학급, 에듀케어 1학급)
- 2009년 6월 4일 본관 신축 준공식
- 2017년 11월 11일 개교 50주년 기념식수
- 2018년 2월 13일 제51회 졸업식 143명(누계 32177명)
- 2018년 3월 1일 36학급(특수 2학급 포함) 편성
- 2018년 9월 1일 제14대 류선미 교장 부임
- 2019년 1월 25일 VR체험실 구축
- 2027년 3월 9일 개교 60주년

## 참고 자료
- 서울수유초등학교 - 한국교육학술정보원 학교알리미